# Vaalbara
Vaalbara és un hipotètic supercontinent arqueà format pel crató Kaapvaal (ara a l'est de Sud-àfrica) i el crató Pilbara (ara al nord-oest d'Austràlia Occidental). E. S. Cheney va derivar el nom de les quatre últimes lletres del nom de cada crató. Els dos cratons consisteixen en escorça continental que data de 2,7 a 3,6 Ga, cosa que convertiria Vaalbara en un dels primers supercontinents de la Terra.

## Existència i durada
Hi ha hagut un cert debat sobre quan i fins i tot si va existir Vaalbara. A. Button proposà per primera vegada (any 1976) un enllaç durant l'Arqueo-Paleoproterozoic (2,8–2,1 Ga) entre Sud-àfrica i Austràlia Occidental. Trobà una àmplia gamma de similituds entre la conca del Transvaal a Sud-àfrica i la conca de Hamersley a Austràlia. Button, però, va situar Madagascar entre Àfrica i Austràlia i va concloure que Gondwana devia tenir una llarga història tectònica estable. De la mateixa manera, en la reconstrucció de Rogers (1993, 1996) el continent més antic és Ur. En les reconstruccions de Rogers, però, Kaapvaal i Pilbara es col·loquen molt lluny ja en la seva configuració de Gondwana, una reconstrucció contradita pels esdeveniments orogènics posteriors i incompatible amb la hipòtesi de Vaalbara.
Cheney (1996), tanmateix, va trobar una similitud estratigràfica triple i va proposar que els dos cratons van formar una vegada un continent que va anomenar Vaalbara. Aquest model està recolzat per les dades paleomagnètiques de Zegers, de Wit i White (1998).Tanmateix, les reconstruccions de les paleolatituds dels dos cratons entre 2,78 i 2,77 Ga són ambigües. A la reconstrucció de Wingate (1998) no es superposen, però sí en reconstruccions més recents, per exemple Strik et al. 2003.
Altres científics disputen l'existència de Vaalbara i expliquen les similituds entre els dos cratons com a producte de processos globals. Apunten, per exemple, a dipòsits volcànics gruixuts en altres cratons com Amazònia, São Francisco i Karnataka.
Zimgarn, un altre supercrató proposat compost pels cratons de Zimbabwe i Yilgarn a 2,41 Ga, és diferent de Vaalbara. Zimgarn s'hauria d'haver desintegrat al voltant de 2,1-2,0 Ga per tornar a muntar-se com els cratons de Kalahari i d'Austràlia Occidental (Yilgarn i Pilbara) al voltant de 1,95-1,8 Ga.
El crató arqueo-paleoproterozoic de Grunehogna a la Terra de la Reina Maud, a l'Antàrtida oriental, va formar la part oriental del crató de Kalahari durant almenys mil milions d'anys. Grunehogna va xocar amb la resta de l'Antàrtida oriental durant l'assemblatge meso-proterozoic del supercontinent Rodinia i l'orogènia de Grenville. L'orogènia neoproterozoica panafricana i el conjunt de Gondwana/Pannòcia van produir grans zones de cisalla entre Grunehogna i Kalahari. Durant la ruptura juràssica de Gondwana, aquestes zones de cisalla finalment van separar Grunehogna i la resta de l'Antàrtida d'Àfrica. Als cims Annandags a l'Antàrtida, les úniques parts exposades de Grunehogna, els zircons detrítics de diverses fonts de l'escorça s'han datat entre 3,9 i 3,0 Ga, cosa que suggereix que el reciclatge intracrustal va ser una part important en la formació dels primers cratons.
El crató de Kaapvaal està marcat per esdeveniments dramàtics com la intrusió del complex Bushveld (2.045 Ga) i l'esdeveniment d'impacte de Vredefort (2.025 Ga), i no s'han trobat rastres d'aquests esdeveniments al crató de Pilbara, la qual cosa indica clarament que els dos cratons es van separar abans de 2,05 Ga. A més, les proves geocronològiques i paleomagnètiques mostren que els dos cratons tenien una separació latitudinal rotacional de 30° en el període de 2,78-2,77 Ga, cosa que indica que ja no es van unir després de 2.800 milions d'anys respecte l'actualitat.
Vaalbara es va mantenir estable durant 1–0,4 Ga i, per tant, va tenir un període d'existència similar a la de supercontinents posteriors com Gondwana i Rodínia. Algunes reconstruccions paleomagnètiques suggereixen que és possible un proto-Vaalbara paleoarcaic, encara que no es pot demostrar l'existència d'aquest continent de 3,6 a 3,2 Ga.

## Evidència
El crató de Kaapvaal de Sud-àfrica i el crató de Pilbara d'Austràlia Occidental tenen seqüències de cobertora precambrianes semblants. El terrane de granit i pedra verda de Barberton (Kaapvaal) i el bloc oriental de Pilbara mostren evidències de quatre impactes de grans meteorits fa entre 3.200 i 3.500 milions d'anys. Cinturons de roca verda similars es troben en els marges del Crató Superior del Canadà.
Les altes temperatures creades per les forces dels impactes van fusionar els sediments en petites esfèrules de vidre. Esfèrules de 3.500 milions d'anys existeixen en Sud-àfrica, i esfèrules d'edat similar s'han trobat a Austràlia occidental; són els productes d'impacte coneguts més antics en la Terra. Les esfèrules s'assemblen als còndrules vítries (grànuls arrodonits) de les condrites carbonàcies, que es troben en meteorits rics en carboni i sòls lunars.
S'han observat seqüències estructurals litostratigràfiques i cronoestratigràfiques notablement similars entre aquests dos cratons durant el període entre 3,5 i 2,7 Ga. Les dades paleomagnètiques de dos complexos ultramàfics als cratons van mostrar que a 3,87 Ga els dos cratons podrien haver format part del mateix supercontinent. Tant els cratons de Pilbara com els de Kaapvaal mostren falles d'extensió que van estar actives al voltant de 3,47 Ga durant el vulcanisme fèlsic i coexisteixen amb les capes d'impacte.

## Origen de la vida
Els cratons de Pilbara i Kaapvaal contenen microfòssils arqueans ben conservats. La perforació ha revelat rastres de vida microbiana i fotosíntesi de l'Arqueà tant a Àfrica com a Austràlia. L'evidència més antiga àmpliament acceptada de la fotosíntesi per les primeres formes de vida són fòssils moleculars trobats en esquists de 2,7 Ga d'antiguitat al crató de Pilbara. Aquests fòssils s'han interpretat com a rastres d'eucariotes i cianobacteris, tot i que alguns científics argumenten que aquests biomarcadors haurien d'haver entrat en aquestes roques més tard i datar els fòssils entre 2,15 i 1,68 G. Aquest període posterior concorda amb estimacions basades en rellotges moleculars que daten l'últim avantpassat comú dels eucariotes entre 1,8 i 1,7 Ga. Si els fòssils de Pilbara són rastres dels primers eucariotes, podrien representar grups que es van extingir abans que sorgeixin els grups moderns.